# توماس رايس هين
توماس رايس هين (1901-1974) ناقد أدبي أيرلندي.

## حياته
وُلِد هين في ألبرت هاوس، مقاطعة سليجو، أيرلندا وتلقى تعليمه في فيرموي وبعد ذلك في مدرسة ألدنهام وذلك قبل حصوله على على منحة تعليمية في كلية سانت كاثرين، كامبريدج، حيث انتُخِب زميلا عام 1926. كان هين مدرس أول (1945-1947)، ورئيساً (1951-1961). خدم في الجيش البريطاني في الحرب العالمية الثانية، وترقى إلى رتبة عميد. عمل من 1963 إلى 1968 رئيساً للمنظمة المركزية للجان التعليم العسكري في الجامعات والكليات الجامعية، والذي هو الآن مجلس لجان التعليم العسكري في جامعات المملكة المتحدة (COMEC). كان البرج الوحيد عبارة عن دراسة لويليام بتلر ييتس وحررها جون ميلينغتون سينغ في عام 1963 وشرع توماس في إصدار طبعة كول لأعمال أوجاستا (من مواليد 1970) مع كولين سميث، كمحررعام مشترك للنسخة.
ألقى توماس محاضرة وارتون عن الشعر الإنجليزي عام 1965. وأشرف على أطروحات الدكتوراة لكل من هاريڤانش راى باتشتشان وديفيد استيرلي التي كانت عن ويليام بتلر ييتس.

## أعماله
من أعمال هين:
- لونجينس والنقد الادبي (1934).

- الرياضة الميدانية في شكسبير (1934).

- البرج الوحيد: دراسات عن شعر ويليام بتلر ييتس (1950).

- عملية ربط الطيران (1950).

- التفاحة والمنظار الطيفي: يجري محاضرات عن الشعر المصمم (بشكل رئيسي) لطلاب العلوم (1951/1963).

- حصاد المآسي (1956).

- قصائد مختارة (1958).

- العلم في الكتابة (1960).

- نصوص للقراءة الالهية (1963).

- مسرحيات وقصائد ج.م. سينج (1963) محرر.

- اطلاق النار على خفاش وقصائد أخرى (1964).

- ييتس وشعر الحرب (1965) محاضرة وارتون.

- كيبلنغ (1976).

- الكتاب المقدس كمطبوعات (1970).

- الصورة الحية: مقالات لشكسبير (1972).
- مقدمة إلى شعراء وحالمي السيدة غريغوري (1974).

- آخر مقالاته: بشكل رئيسي عن الأدب الأنجلو-أيرلندي (1976).

- مقدمة لكتاب جورج مور الحقل غير المحراث (1976).
- خمسة أقواس: رسم تخطيطي لسيرة ذاتية، و «فيلوكتيتيس» وقصائد أخرى (1980).